# Qassem Soleimani
Pour les articles homonymes, voir Soleimani.
Qassem Soleimani (en persan : قاسم سلیمانی), né le 11 mars 1957 à Rabor (province de Kerman) et mort assassiné le 3 janvier 2020 à Bagdad, est un général iranien, commandant de la Force Al-Qods du corps des gardiens de la révolution islamique.
Après avoir participé à la guerre Iran-Irak, il dirige les opérations extérieures de la république islamique d'Iran, et participe aux guerres d'Afghanistan, à la guerre d'Irak, à la guerre israélo-libanaise et à la guerre civile syrienne, où il est accusé de nombreux crimes de guerre.
Il étend l'influence de l'Iran au Moyen-Orient en chapeautant de nombreuses milices chiites pro-iraniennes, notamment les Hachd al-Chaabi en Irak et le Hezbollah au Liban. En Syrie, il participe à la formation des Forces de défense nationale et dirige les milices chiites étrangères qui viennent en aide au régime baasiste de Bachar el-Assad. Il appuie également les groupes anti-israéliens de Palestine et les rebelles Houthis au Yémen. Soleimani est un artisan clé de l'Axe de la résistance.
Architecte de la puissance régionale de l'Iran, on l'a parfois surnommé « le Commandant de l'ombre »,.
Proche du Guide suprême de la Révolution Ali Khamenei, il est élevé au rang d'icône par la république islamique d'Iran. Il est tué à Bagdad dans une frappe de drone ciblée menée par les États-Unis, lors de la crise américano-iranienne de 2019-2020.

## Biographie

### Jeunesse
Qassem Soleimani naît le 11 mars 1957 dans une famille de paysans modestes de la région de Kerman,. Après cinq années d’école obligatoire, il devient ouvrier à l'âge de 13 ans,. Sa famille est de confession musulmane chiite issue de l'ethnie des Lors.
En 1979, il participe à la révolution iranienne et rejoint le corps des gardiens de la révolution islamique.

### Guerre Iran-Irak
Qassem Soleimani fait ses premières armes en 1980, au début de la guerre Iran-Irak. Soleimani gagne une réputation de bravoure, surtout à la suite des missions de reconnaissance entreprises derrière les lignes irakiennes,.
Après avoir participé à l'écrasement d'une révolte kurde dans le nord-ouest du pays, il devient lieutenant,. Pendant la guerre Iran-Irak, il sert sur le front sud.
Après la fin du conflit, il est commandant des Gardiens de la révolution dans sa province natale de Kerman,. Il est ensuite envoyé au Sistan-et-Baloutchistan combattre les groupes indépendantistes arabes sunnites et les trafiquants de drogue à la frontière afghane.
Il gravit rapidement les grades en raison de son rôle dans les opérations réussies de reconquête face à l'armée irakienne, dans la province du Khouzistan. Il finit par devenir le chef de la 41e division Tharallah.

### Force Al-Qods
Vers la fin de 1997, Qassem Soleimani est nommé à la tête de la Force Al-Qods, la force d'élite des gardiens de la révolution islamique.
Reconnu comme un brillant tacticien, y compris par les Occidentaux, il utilise les chiites au Moyen-Orient pour renforcer la puissance régionale de l'Iran.
Au Liban et en Palestine, il fournit pendant des décennies un soutien financier et militaire au Hezbollah, au Hamas et au Jihad islamique.

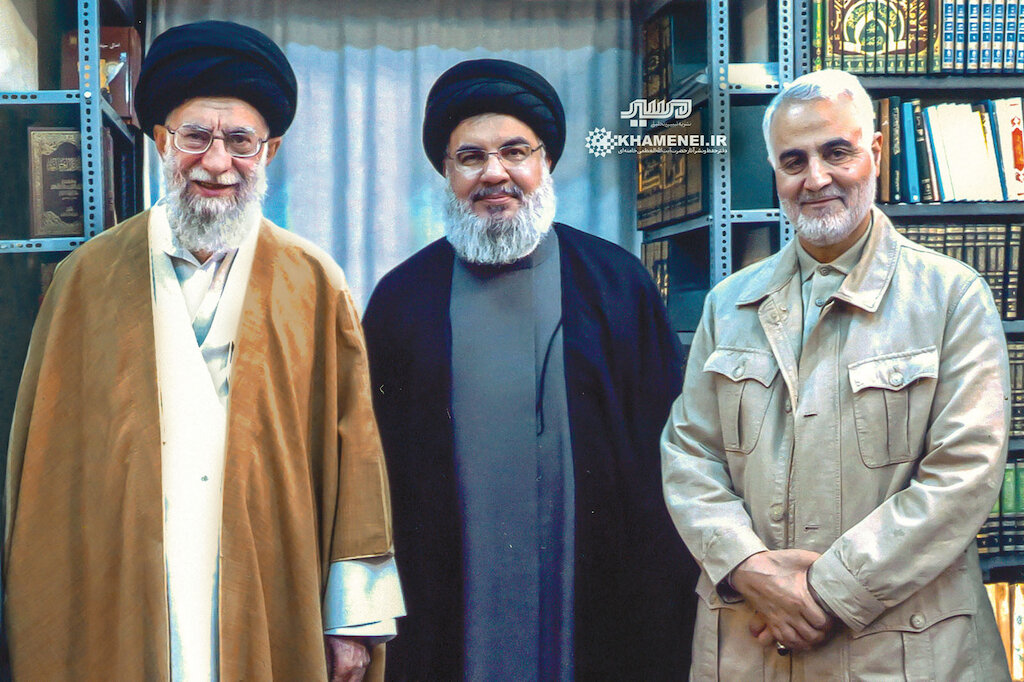
Le Guide de la Révolution, Ali Khamenei, le secrétaire général du Hezbollah, Hassan Nasrallah, et Qassem Soleimani à Téhéran. Date inconnue, image publiée en 2019.

En Iran, lors des protestations étudiantes de 1999, Qassem Soleimani s'exprime publiquement et, avec d'autres généraux, menace par écrit le président réformateur Mohammad Khatami d'un coup d'État s'il ne met pas rapidement un terme à ces manifestations,.
Lors de la campagne d'Afghanistan de 2001, alors que l'Iran redoute se retrouver avec des troupes américaines à ses frontières, Soleimani défend devant le Conseil suprême de sécurité nationale l'idée d'une coopération avec les Américains contre les talibans. Des diplomates iraniens pilotés par Soleimani rencontrent alors le diplomate Ryan Crocker et lui livrent de nombreux renseignements sur les talibans,. Cette collaboration s'écroule cependant en 2002, alors que les États-Unis préparent l'invasion de l'Irak et que George W. Bush désigne l'Iran comme un membre de l'« Axe du Mal »,.
Après le début de la guerre d'Irak en 2003, Soleimani développe un réseau de milices chiite pro-iraniennes, inspirées du Hezbollah libanais,. Il arme, entraîne et dirige les actions de ces milices contre les forces américaines. Selon les estimations de l'armée américaine, environ 600 militaires américains sont tués par les combattants pro-iraniens lors du conflit irakien.
En 2006, au début du conflit israélo-libanais, il se rend au Liban avec Imad Moughniyah.
Il reste dans le pays pendant presque toute la durée du conflit.
Le 24 janvier 2011, il est nommé major général par l'ayatollah Khamenei.
À partir de la fin de 2012, il engage la Force Al-Qods dans le conflit syrien. Tout au long de la guerre civile syrienne, il est la tête de plusieurs dizaines de milliers de miliciens islamistes chiites venus d'Irak, du Liban, d'Afghanistan et du Pakistan qui appuient les forces de Bachar el-Assad,. Il est accusé de nombreux crimes de guerre. En 2012, il participe à la formation des Forces de défense nationale, qui réunissent l'ensemble des milices pro-régime. En 2013, il dirige les forces du Hezbollah à la bataille de Qousseir,.
Le 10 juin 2014, dans les heures qui suivent la chute de Mossoul, l'Iran dépêche Qassem Soleimani en Irak,. Au cours des mois suivants, il intervient notamment lors du siège d'Amerli, la bataille d'Al-Anbar, la bataille de Baïji et la bataille de Tikrit.

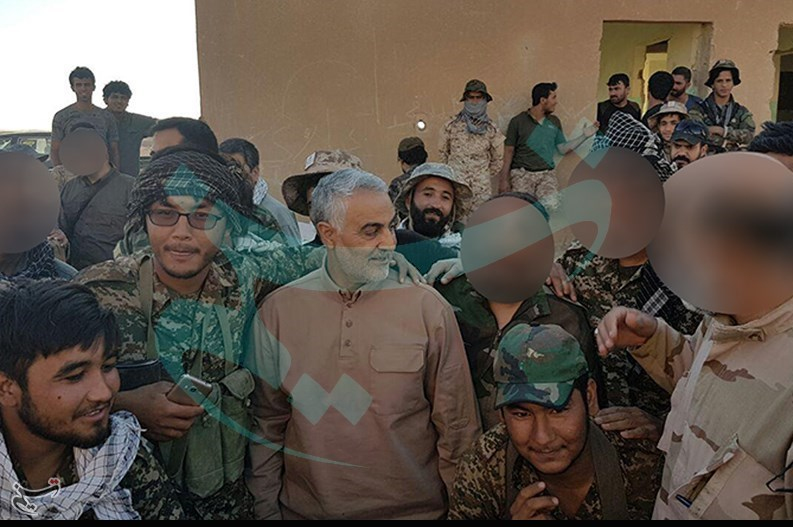
Qassem Soleimani avec des miliciens hazaras afghans de la Division des Fatimides à Al-Tanf, en Syrie, le 12 juin 2017.

Qassem Soleimani poursuit également ses opérations en Syrie, où il se rend régulièrement. En juillet 2015, à Moscou, il participe à la planification de l'intervention russe en Syrie,,. Le 22 novembre 2015, il est légèrement blessé à al-Eiss, au sud-ouest d'Alep, lors de combats contre les rebelles,. Le 31 mars 2017, il se rend sur le front de Hama. En novembre 2017, il supervise personnellement la bataille de Boukamal,,.
En octobre 2017, après le référendum sur l'indépendance du Kurdistan irakien, Soleimani se rend à Souleimaniye et aurait œuvré pour obtenir le retrait des troupes de l'UPK, lesquelles n'opposent guère de résistance lors de l'offensive de Kirkouk menée le 16 octobre 2017 par l'armée irakienne et les Hachd al-Chaabi,,.
En octobre 2019, au début des manifestations contre le gouvernement irakien, politiquement proche de l'Iran, Soleimani organise une réunion à Bagdad avec des responsables de la sécurité irakiens pour faire valoir le savoir-faire de sa milice pour « contrôler » les manifestations. Les milices pro-iraniennes des Hachd al-Chaabi sont particulièrement impliquées dans la répression qui fait 600 morts,,.
Selon l'agence Thomson Reuters, à la mi-octobre 2019, lors d'une réunion à Bagdad, alors que l'Irak commence à être en proie aux manifestations antigouvernementales, Qassem Soleimani donne pour instruction aux milices chiites de mener des attaques sur des cibles américaines afin de provoquer des ripostes de la part de Washington qui pourraient faire tourner la colère des Irakiens vers les États-Unis. Il donne également l'ordre aux Gardiens de la révolution de transférer des roquettes Katioucha et des missiles sol-air portatifs aux Kataeb Hezbollah, qui sont chargées de coordonner ces attaques.
L'Iran est également touché en novembre 2019 par un mouvement de protestation anti-gouvernemental. Des portraits de Qassem Soleimani et du Guide de la Révolution Ali Khamenei sont brûlés. Les autorités coupent internet et les Gardiens de la révolution islamique mènent une violente répression qui fait entre 300 et 1 500 morts,,,.
Qassem Soleimani a également joué un rôle dans la relation de l'Iran aux rebelles houthis du Yémen.

### Assassinat et conséquences

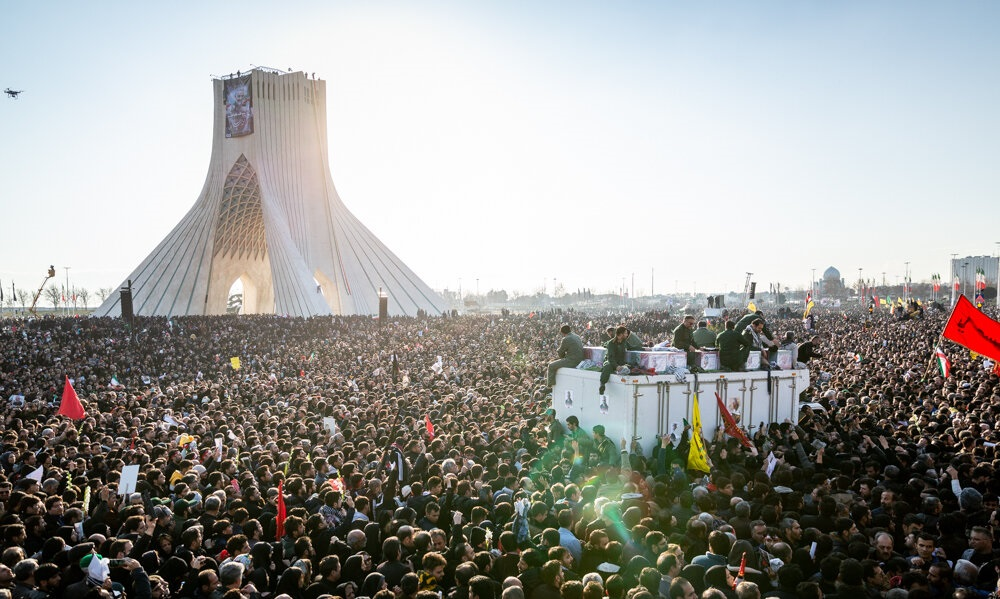
Passage à travers la foule des cercueils de Soleimani, de Mouhandis et des quatre officiers iraniens, le 6 janvier 2020, à Téhéran.

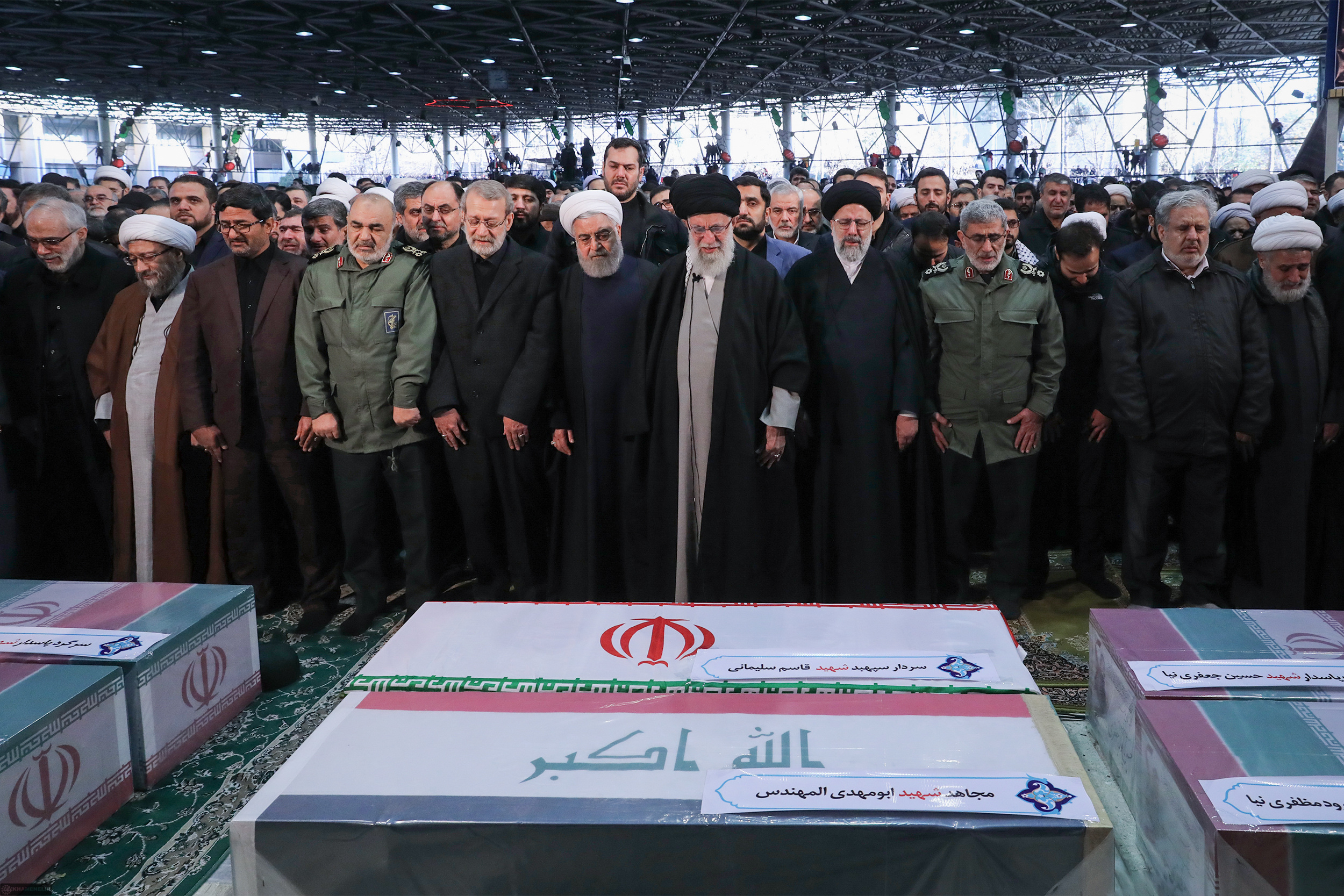
Le Guide de la Révolution Ali Khamenei, le président Hassan Rohani, le président du Parlement Ali Larijani, le chef de l'Autorité judiciaire Ebrahim Raïssi, le chef des Gardiens de la révolution islamique Hossein Salami et le chef de la Force Al-Qods Ismael Qaani devant le cercueil de Soleimani, le 6 janvier 2020, à Téhéran.

Le 27 décembre 2019, 36 roquettes s'abattent sur la base K1 à Kirkouk, où sont présents des militaires américains. Un sous-traitant américain est tué dans l'attaque. Le 29 décembre, les États-Unis ripostent en bombardant cinq sites tenus par les Kataeb Hezbollah, dont trois dans l'ouest de l'Irak et deux dans l'est de la Syrie, tuant au moins 25 combattants de la milice et faisant 51 blessés,,. Le 31 décembre, des milliers de miliciens et de partisans des Kataeb Hezbollah pénètrent dans l'enceinte de l'ambassade des États-Unis à Bagdad. Le 1er janvier 2020, le président américain Donald Trump menace l'Iran, affirmant tenir le pays pleinement responsable des précédentes attaques.
Le 3 janvier 2020, Qassem Soleimani est tué à sa sortie de l'aéroport de Bagdad par une frappe de drone ciblée ordonnée par le président des États-Unis Donald Trump,, en représailles à l'attaque du 31 décembre 2019,. Abou Mehdi al-Mouhandis, numéro deux de la coalition de paramilitaires Hachd al-Chaabi et chef des Kataeb Hezbollah, quatre officiers du corps des gardiens de la révolution islamique et quatre autres membres du Hachd trouvent également la mort lors de ce raid,.
Qassem Soleimani est élevé à titre posthume au grade, inusité depuis des années en Iran, de général de corps d'armée. Le Guide de Révolution nomme dès le 3 janvier le général Ismael Qaani en tant que nouveau commandant en chef de la Force Al-Qods.
Des milliers de personnes manifestent à Téhéran le 3 janvier en brandissant des portraits de Qassem Soleimani et en scandant « Mort à l'Amérique ». L'Orient-Le Jour souligne que « ces images tranchent avec celles des manifestants qui brûlaient des portraits de l’ayatollah Ali Khamenei et de l’ancien commandant de la force al-Qods au cours de la dernière vague de manifestations. Elles tranchent également avec les slogans phares qui appelaient à la fin de l’interventionnisme iranien dans la région ». Des rassemblements en hommage à Soleimani ont également lieu à Bagdad, Beyrouth et Sanaa. L'ex-Premier ministre irakien Adel Abdel-Mehdi dénonce pour sa part « une violation des termes encadrant la présence militaire américaine en Irak » et qualifie d’« assassinat » la frappe qui a également tué Abou Mehdi al-Mouhandis,.
Sa mort est en revanche célébrée en Syrie dans les zones tenues par les rebelles,, et par des intellectuels des pays du Golfe, en raison des nombreux crimes de guerre et massacres commis à l'encontre de civils. En Irak, la mort de Qassem Soleimani est accueillie avec joie par des manifestants anti-gouvernementaux. Nombre d'entre eux dénoncent à la fois l'Iran et les États-Unis,. Dans certaines villes, les rencontres entre manifestations anti-gouvernementales et cortèges pro-Iran tournent à l'affrontement.
Le 4 janvier, des dizaines de milliers d'Irakiens brandissant les drapeaux des milices des Hachd al-Chaabi défilent en cortège à Bagdad,. Le Premier ministre démissionnaire Adel Abdel-Mehdi, l'ancien Premier ministre Nouri al-Maliki, le chef du Hachd Faleh al-Fayadh, le chef de l'Organisation Badr Hadi al-Ameri et les chefs d'autres milices participent aux obsèques,. Le convoi transportant les dix corps traverse ensuite Kerbala et Nadjaf,. En Iran, trois jours d'hommage national sont décrétés par les autorités,. Le 5 janvier, le convoi funéraire transportant les restes de Soleimani, d'al-Mouhandis et des quatre autres officiers iraniens traversent les villes d'Ahvaz et de Mechhed en présence d'une foule immense,,. Le 6, le Guide de la Révolution Ali Khamenei fait la prière funéraire devant les six cercueils à l'Université de Téhéran, puis le convoi traverse Téhéran en présence d'une foule estimée à plusieurs millions de personnes par la télévision d'État,,,. Des drapeaux américains et israéliens sont brûlés,. Le cercueil de Soleimani est ensuite transféré vers la ville sainte chiite de Qom. Le corps de Soleimani est enterré à Kerman le 7 janvier, mais une bousculade pendant la procession funéraire fait au moins 56 morts et 212 blessés,.
En juillet 2020, Agnès Callamard, rapporteuse spéciale du Conseil des droits de l'homme des Nations unies sur les exécutions extrajudiciaires, sommaires ou arbitraires, estime dans un rapport que le général iranien Qassem Soleimani a été tué de façon arbitraire et illégale. Selon elle, « À la lumière des preuves fournies jusqu'à présent par les États-Unis, le ciblage du général Soleimani, et la mort de ceux qui l'accompagnaient, constituent un assassinat arbitraire dont les États-Unis sont responsables en vertu du droit international humanitaire ».
Le 3 janvier 2024, soit quatre ans jour pour jour après son assassinat, une cérémonie commémorative en son honneur fait l'objet de deux attentats dans sa ville natale de Kerman. Le bilan fait état de 94 morts et 284 blessés,. Le lendemain, un responsable militaire du Hachd, Mushtaq Talib al-Saïdi, est tué dans les mêmes circonstances que Soleimani,.

## Image en Iran
Le guide suprême de la révolution islamique l'avait déjà déclaré « martyr vivant » avant sa mort, et en 2019, Soleimani devint le seul récipiendaire de la plus haute distinction militaire iranienne après la révolution 1979. Le 3 janvier 2020, le « martyr » Soleimani entra dans les rangs des glorieux généraux de l’Iran immortalisés par les sculpteurs, posters, ballades et films documentaires.

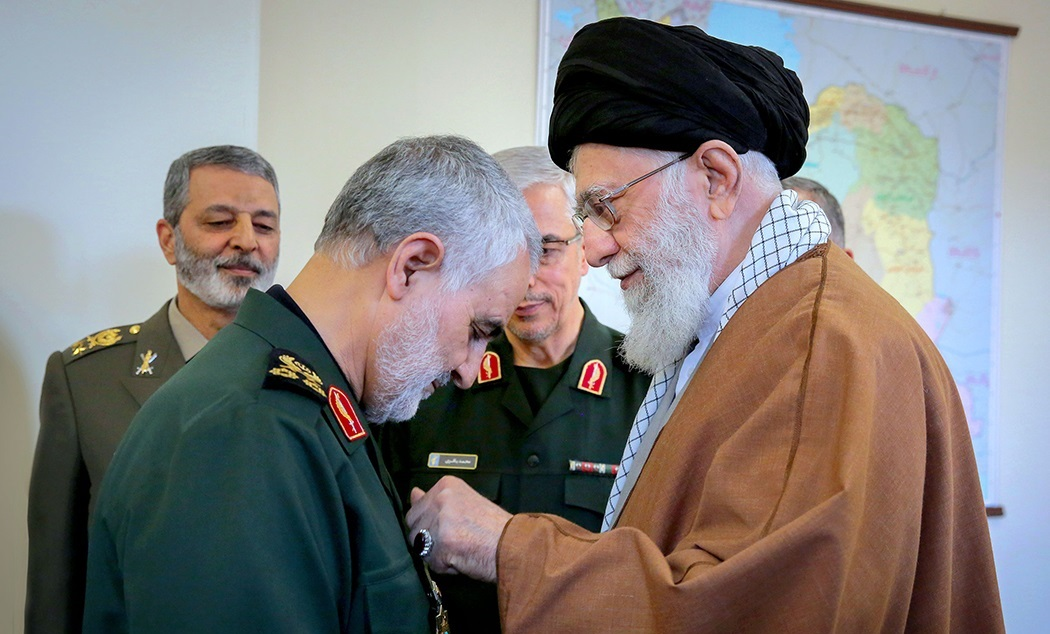
Qassem Soleimani reçoit l'ordre de Zulfikar des mains d'Ali Khamenei le 10 mars 2019.

Vétéran décoré de la guerre Iran-Irak, dans laquelle il est devenu commandant de division à moins de trente ans, Qassem Soleimani est considéré comme un personnage clé de l'influence militaire iranienne au Moyen-Orient. À ce titre, il fédère une grande partie de la population iranienne. Selon un sondage réalisé par le Centre d'étude international et de sécurité de l'université du Maryland en juillet 2017, il est la personnalité publique la plus populaire en Iran, avec 78 % d’opinions favorables ou très favorables. Il renforce sa popularité par l'envoi de photos prises sur les différents théâtres d'opération où il se trouve.
Il est élu homme de l'année par le site iranien d'informations Khabaronline.ir (conservateur modéré) à la suite d'un sondage conduit sur le site quelques jours avant le 21 mars 2015 (nouvel an iranien). Soleimani était considéré comme un héros notamment dans la propagande du régime iranien, mettant en avant son rôle dans la défaite du groupe jihadiste État islamique en Irak et en Syrie, alors même que les massacres commis sous ses ordres, notamment en Irak, ont contribué à renforcer l’État islamique.
Pour Maziar Khosravi, journaliste au quotidien réformateur iranien Charq, la popularité de Soleimani s'explique par le fait qu'il « était l'un des rares, si ce n'est le seul des commandants des Gardiens à ne pas intervenir » sur la scène politique intérieure. Il affirme également qu'« il montrait de l'empathie pour les femmes considérées mal voilées selon le système politique iranien, estimant qu'elles ne devaient pas être rejetées ».
Selon Georges Malbrunot, journaliste au Figaro : « En venant si nombreux, les Iraniens ont d’abord rendu hommage au chef militaire, qui réussit à sanctuariser leur pays face aux attaques des djihadistes de Daech, depuis l’Irak voisin. Ils lui savent gré également de ne pas avoir eu d’ambitions politiques. » Pierre Alonso, journaliste à Libération estime que « La propagande officielle a su exploiter cette idée d’un Iran assiégé, entouré de conflits et de forces hostiles, et ériger Soleimani en barrage, alors que les massacres qu’il a ordonnés, notamment en Irak, ont contribué à aliéner les populations sunnites, renforçant ainsi l’État islamique, organisation terroriste très antichiite. […] L’élimination de Soleimani a immédiatement réveillé le puissant nationalisme iranien, qui revient dans le pays ces dernières années. […] Sa mort a condamné au silence ceux qui tentent de protester au sein de la République islamique. »
Azadeh Kian, professeur de sciences politiques à l'université Paris-VIII, affirme : « Soleimani est vu comme un stratège. Il n’était pas directement impliqué dans la répression des mouvements sociaux ces quinze dernières années, contrairement à Mohammad Ali Jafari et Hossein Salami, qui sont perçus comme des agents de la répression ». Il est pourtant vu par une partie de la population comme « un rouage clé dans la machine d'oppression ».
D'après Mahnaz Shirali, chercheuse iranienne à Sciences Po : « Je parle en mon nom mais je peux vous l'assurer aussi au nom de millions d'Iraniens, probablement la majorité d'entre eux : cet homme était haï, il incarnait le mal absolu ! Je suis révoltée par les commentaires que j'ai entendus venant de certains pseudo-spécialistes de l'Iran, le présentant sur une chaîne de télévision comme un individu charismatique et populaire. Il faut ne rien connaître et ne rien comprendre à ce pays pour tenir ce genre de sottises. Pour l'Iranien lambda, Soleimani était un monstre, ce qui se fait de pire dans la République islamique. »
L'essayiste Benoit Rayski considère que « le général Soleimani faisait la guerre. Comme avant lui Ben Laden et Baghdadi, également tués par les Américains. Il ne valait pas mieux qu'eux. Il faisait la guerre au Yémen par rebelles houthis interposés. Il faisait la guerre à l’Arabie saoudite : les roquettes qui ont détruit des citernes de l’Aramco portent sa marque. Il faisait la guerre aux insurgés syriens en envoyant ses soldats d’élite soutenir Bachar el-Assad. Il faisait la guerre à Israël en armant le Hezbollah. Il faisait la guerre aux Américains en fomentant des attentats contre eux. Il faisait la guerre, hélas de façon efficace, à son propre peuple. Ce sont ses hommes, les pasdarans, qui noyèrent dans le sang les récentes manifestations anti-gouvernementales en Iran. (..) Oui, le général iranien faisait la guerre. Et il arrive qu’on meure à la guerre »

### Décorations
- Chevalier de l'ordre de Zulfikar
- Troisième classe de l'ordre de Fath (en)
- Médaille de l'ordre du Nasr (à titre posthume)

### Statuaire
En janvier 2021, un buste de Qassem Soleimani est inauguré à Beyrouth (Liban), tandis qu'une rue est baptisée en son honneur. Cette installation fait débat chez les habitants, qu'ils vivent dans des quartiers contrôlés ou non par le Hezbollah.